# Strage di Castello
La strage di Castello fu un eccidio nazista avvenuto nella tarda serata del 5 agosto 1944 a Castello, un sobborgo di Firenze. Il teatro del massacro furono i sotterranei dell'Istituto Chimico Farmaceutico Militare di via Reginaldo Giuliani, adibiti allora a rifugio antiaereo e dove gran parte della popolazione civile della zona si era nascosta per sfuggire alle cannonate. Va ricordato che in quei giorni era in pieno svolgimento l'offensiva angloamericana sul fronte dell'Arno che dopo pochi giorni avrebbe portato alla liberazione della città.

## Antefatto
Verso le 21 del 5 agosto un gruppo di soldati tedeschi si presentò ad una casa della zona con la scusa di chiedere del vino ma i tedeschi, fatti entrare in casa, tentarono di violentare una giovane donna. Mentre la donna cercava di difendersi, partì un colpo di pistola, non si sa bene se sparato da un soldato che cercava di impedire lo stupro o partito per caso, e il proiettile ferì uno degli aggressori. A questo punto i soldati si dettero alla fuga, mentre la donna con i propri familiari si nascose nel vicino ospedale di Careggi; il codice tedesco di guerra prevedeva l'impiccagione per il reato di stupro e va detto che da questo punto di vista la Wehrmacht era molto seria. I soldati aggressori, tornati al comando, dissero al loro comandante che il loro commilitone era stato ferito da un italiano in via Reginaldo Giuliani, in modo da evitare la corte marziale. Il capitano Kuhne, comandante della zona, dette ordine allora di fucilare dieci italiani per rappresaglia: un giovane italiano, Giorgio Pipoli, che lavorava come interprete per i tedeschi, ascoltò l'ordine e subito cercò di avvertire la popolazione, correndo ad un rifugio lì vicino, ma il suo generoso sforzo fu inutile, dato che gli ostaggi vennero presi dallo scantinato dell'Istituto Chimico Farmaceutico Militare.

## Strage
Gli italiani furono presi nello scantinato dell'Istituto Chimico Farmaceutico Militare, dopo che i tedeschi avevano trovato vuoto lo Stabilimento SAIVO, da essi precedentemente visitatoVerso le ventidue e trenta un plotone di soldati tedeschi bussò alla porta del rifugio dell'Istituto Chimico Farmaceutico Militare; la porta fu aperta da Silvano Fiorini, che venne preso a pugni con l'accusa di essere un partigiano: il ragazzo provò a difendersi ma fu ucciso con un colpo alla testa. Negli scantinati i tedeschi lanciarono bombe lacrimogene per fare uscire la gente nascosta e prelevarono alcuni uomini. La fortuna aiutò una parte di questi a salvarsi, infatti due riuscirono a scappare da una porta secondaria e si nascosero in un casotto lungo la linea ferroviaria per Prato. Un uomo si rifugiò in un magazzino, dopo essersi sottratto all'inseguimento di un soldato tedesco; un altro venne salvato da un tedesco, commosso dalla vista della sua bambina piccola.
Nel frattempo un gruppetto di uomini fu fatto uscire dall'Istituto e, dopo avere subito una perquisizione, fu disposto vicino ad un muro. Alcuni uomini tentarono una fuga disperata attraverso una presa d'aria, due di essi riuscirono a scappare, ma il partigiano Beppino Mazzola fu ucciso. Altri ostaggi si salvarono in maniera fortunosa, uno fingendosi morto dopo essere caduto dalle scale; un altro nascondendosi tra i cadaveri dei fucilati. Un giovane invalido si salvò grazie ad un tedesco che cedette alle preghiere della mamma; un altro ostaggio riuscì a scappare da un ufficio, mentre un soldato gli proponeva di salvargli la vita se avesse accettato di lavorare per i tedeschi a Verona. Giorgio Biondo, preso come ostaggio, fu lasciato libero da un soldato, ma poi cadde nuovamente nelle mani dei tedeschi e fu mandato al plotone di esecuzione.
La fucilazione, che si svolse dalle ventidue e trenta circa alle ventitré e trenta di quella tragica notte, causò la morte di dieci uomini.

## Nomi delle vittime
Le vittime furono:
- Alfredo (Francesco) Granili, 44 anni[2]
- Michele Lepri, 33 anni
- Tullio Tiezzi, 47 anni
- Mario Lippi, 44 anni
- Ugo Bracciotti, 44 anni
- Aldo Bartoli, 31 anni
- Attilio Uvale, 23 anni
- Francesco Iacomelli, 57 anni
- Giorgio Biondo, 36 anni
- Vittorio Nardi, di soli 16 anni
- Silvano Fiorini (23 anni)
- Giuseppe (Beppino) Mazzola[3]

## Saccheggi
La rabbia dei soldati tedeschi proseguì dopo la strage con il saccheggio delle case della zona e altre minacce ai superstiti. Dei fucilati, pare che solo tre di loro fossero effettivamente dei partigiani, Silvano Fiorini, Mario Lippi e il giovanissimo Vittorio Nardi, ma che in quel periodo non fossero attivi. La notizia dell'eccidio all'Istituto Chimico Farmaceutico militare, non si diffuse subito nella città isolata

## Indagini
In tanta sicurezza, nei giorni successivi i tedeschi ormai in rotta non si accorsero di lasciare tracce utilissime per risalire ai responsabili della strage, infatti alcune fotografie scattate da un fotografo locale, permisero alla donna che aveva subito il tentativo di stupro di riconoscere gli aggressori. Servirono allo scopo anche una ricevuta per un sequestro ai danni di una signora ed altre testimonianze.
Al momento della liberazione della zona, i soldati inglesi aprirono una indagine, condotta dal sergente Smedley, conclusa nel giugno 1945, che giudicò colpevoli del massacro il capitano Kuhne ed il maggiore Grundman. Come tante stragi naziste in Italia, anche questa rimase impunita. Le testimonianze di Giorgio Pipoli e quelle di una donna che aveva dovuto ospitare il comando tedesco in casa, affermano che uno dei due responsabili fu ucciso nel centro di Firenze dai partigiani, durante l'insurrezione della città una settimana dopo.